# Lhásza

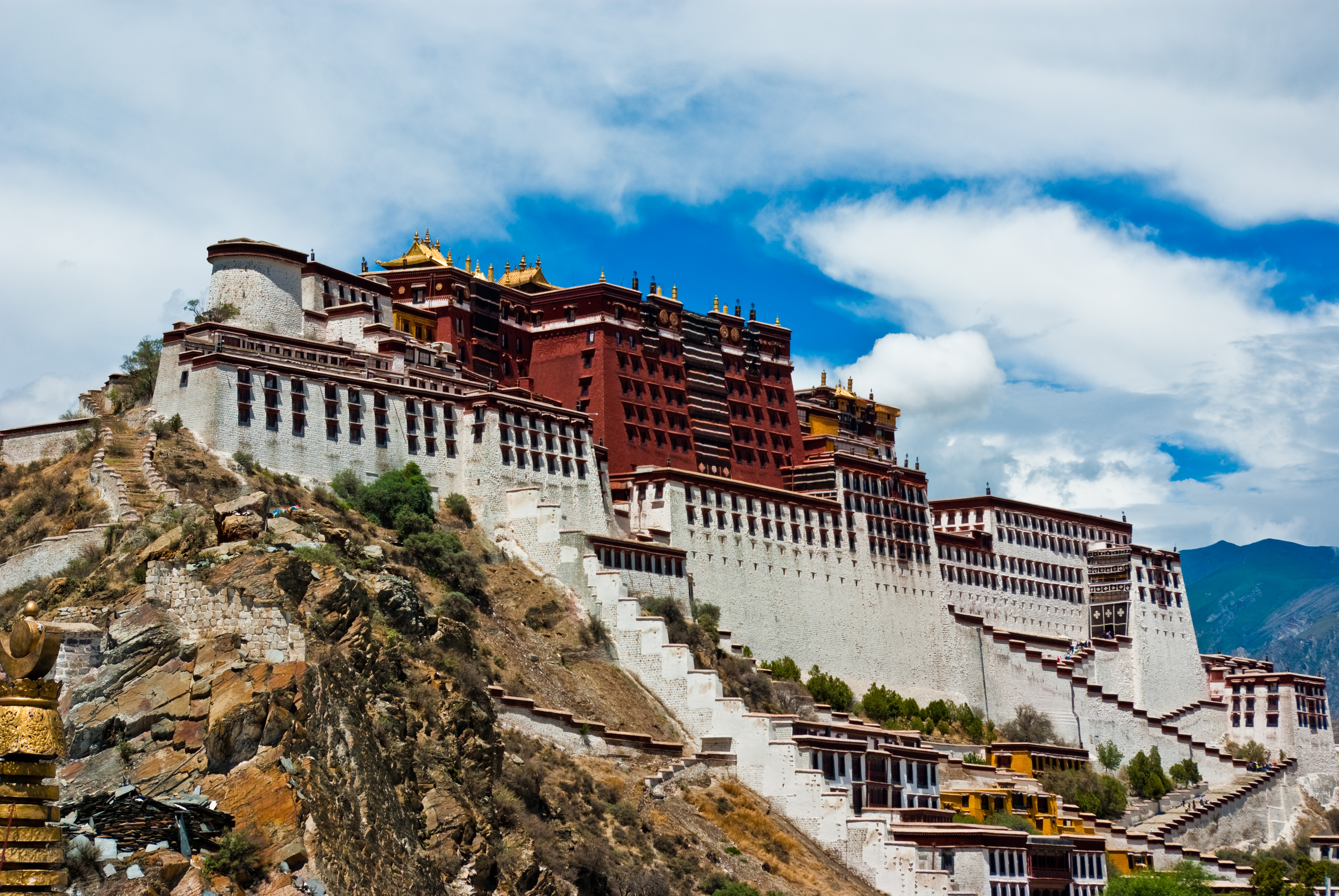
A Potala palota, Lhásza egyik fő látványossága

Lhásza (tibeti nyelven ལྷ་ས་, wylie átírással lha-sa, egyszerűsített kínai írásmóddal 拉萨, pinjin átírással: Lāsà) a Kínai Népköztársaság Tibeti Autonóm Területének, 1951 előtti Tibet önálló országának fővárosa, a dalai láma hagyományos székhelye.
A világ egyik legmagasabban fekvő városa: 3650 méterrel a tengerszint felett terül el. Lakosainak száma mintegy 900 000.

## Fekvése

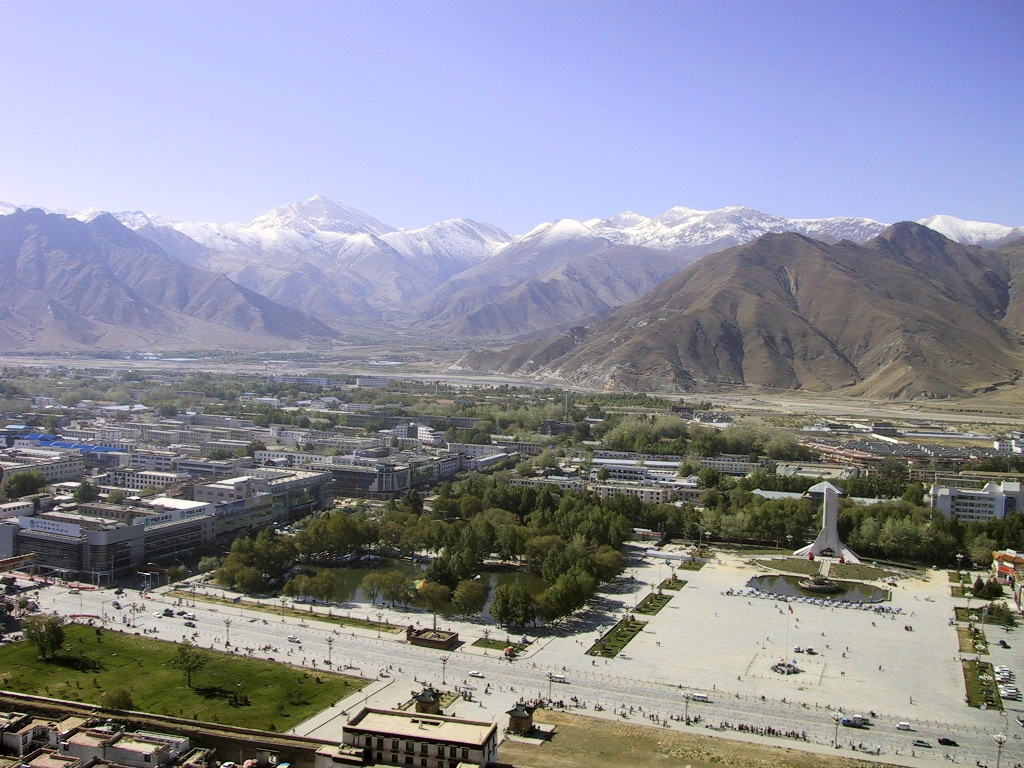
Lhásza a Potala-palotából nézve

A város Kyi Chu völgyben fekszik, a Brahmaputra egyik mellékfolyója mellett.

## Éghajlat
Nagy magasságának köszönhetően a város hűvös, félszáraz éghajlattal rendelkezik (Köppen : BSk), hideg téllel és hűvös-meleg nyárral. Egy völgyben való fekvése mégis megvédi a várost az erős hidegtől és az erős széltől, ezért a tszf. magasságához képest a tél sem kimondottan hideg. A napsütéses órák száma egész éven át viszonylag magas, a város évente mintegy 3000 óra napsütést kap és a tibetiek  "napsütötte városnak" is nevezik.
| Hónap                                                                     | Jan.  | Feb.  | Már.  | Ápr. | Máj. | Jún. | Júl. | Aug. | Szep. | Okt. | Nov.  | Dec.  | Év    |
| ------------------------------------------------------------------------- | ----- | ----- | ----- | ---- | ---- | ---- | ---- | ---- | ----- | ---- | ----- | ----- | ----- |
| Rekord max. hőmérséklet (°C)                                              | 20,5  | 21,3  | 25,0  | 25,9 | 29,4 | 29,9 | 30,4 | 27,2 | 26,5  | 24,8 | 22,8  | 20,1  | 30,4  |
| Átlagos max. hőmérséklet (°C)                                             | 8,4   | 10,1  | 13,3  | 16,3 | 20,5 | 24,0 | 23,3 | 22,0 | 20,7  | 17,5 | 12,9  | 9,3   | 16,6  |
| Átlagos min. hőmérséklet (°C)                                             | −7,4  | −4,7  | −0,8  | 2,7  | 6,8  | 10,9 | 11,4 | 10,7 | 8,9   | 3,1  | −3,0  | −6,8  | 2,7   |
| Rekord min. hőmérséklet (°C)                                              | −16,5 | −15,4 | −13,6 | −8,1 | −2,7 | 2,0  | 4,5  | 3,3  | 0,3   | −7,2 | −11,2 | −16,1 | −16,5 |
| Átl. csapadékmennyiség (mm)                                               | 1     | 2     | 3     | 9    | 28   | 76   | 130  | 134  | 67    | 7    | 1     | 0     | 457   |
| Havi napsütéses órák száma                                                | 251   | 231   | 253   | 249  | 280  | 261  | 227  | 214  | 233   | 280  | 267   | 257   | 3004  |
| Forrás: China Meteorological Administration, all-time extreme temperature |       |       |       |      |      |      |      |      |       |      |       |       |       |

## Története
A várost a 7. században alapították. Ekkor építették a Dzsokhang templomot, amely ma vallási központ. A 15. században építették a kolostor iskoláját, ahol buddhista szerzetesek oktattak. A 17. században Loszang Gyaco (az 5. dalai láma) építette a Potala palotát.
A 20. század elején különböző nemzetiségű nyugati emberek utaztak a városba: Francis Younghusband, Alexandra David-Néel és Heinrich Harrer. 1950-ben a Kínai Népköztársaság része lett a város. 1959-ben amerikai támogatással felkelés tört ki Tibetben a kínai uralom ellen. A kínai hadsereg leverte a felkelést, a dalai láma ekkor a CIA segítségével Indiába menekült.

## Demográfia

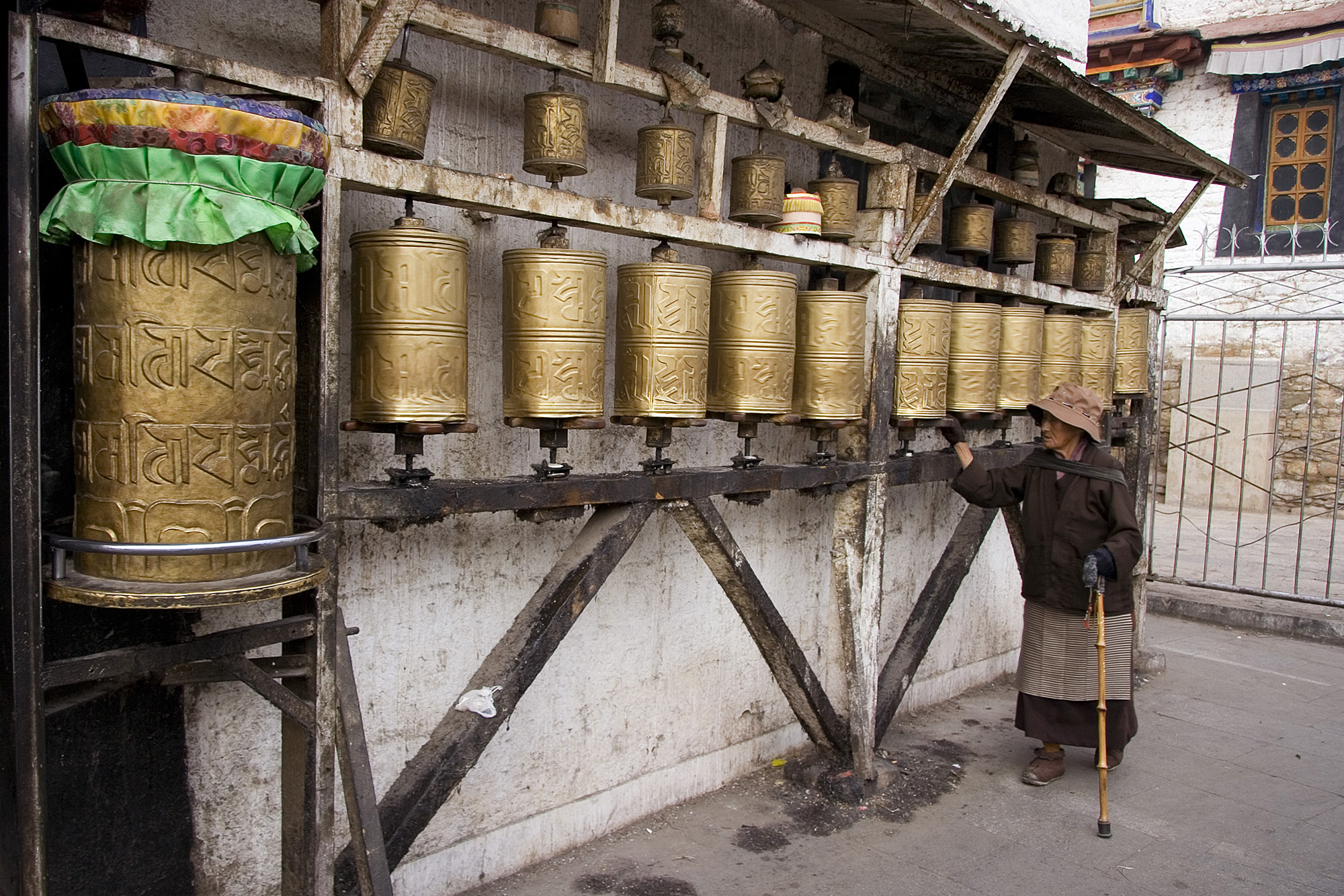
Imamalmok Lhászában

A 2010-es évek végén Lhásza prefektúra szintű város lakossága 867 ezer fő, amelynek zöme tibeti eredetű, a maradék többsége han kínai.

### Etnikumok
| Népcsoport | Lakosság [forrás?] | Lakosság %-ban [forrás?] |
| ---------- | ------------------ | ------------------------ |
| Tibeti     | 140 387            | 62,95                    |
| Han        | 76581              | 34,34                    |
| Hui        | 4429               | 1,99                     |
| Tu         | 249                | 0,11                     |
| Bai        | 248                | 0,11                     |
| Tujia      | 179                | 0,08                     |
| Mongol     | 145                | 0,07                     |
| Miao       | 101                | 0,05                     |
| egyéb      | 682                | 0,3                      |

## Közlekedés
2006. július 1-jén indult meg a vasúti közlekedés Lhásza és Kína többi része között. A Csinghaj–Tibet-vasútvonal a világ legmagasabban fekvő vasútvonala (tengerszint felett 5072 m).
A Lhásza-Gonkar repülőtér (LXA) a várostól DDNY-ra 45 km-re található.

## Testvérvárosok
- Boulder, USA
- Potosí, Bolívia
- Elista, Oroszország
- Bét Semes, Izrael